# Dipleuchlanis ornata
Dipleuchlanis ornata är en hjuldjursart som beskrevs av Segers 1993. Dipleuchlanis ornata ingår i släktet Dipleuchlanis och familjen Euchlanidae. Inga underarter finns listade i Catalogue of Life.